# Princeton: A Search for Answers
Princeton: A Search for Answers é um filme-documentário em curta-metragem estadunidense de 1973 dirigido e escrito por Julian Krainin e DeWitt Sage. Venceu o Oscar de melhor documentário de curta-metragem na edição de 1974.